# المبتدئون (مسلسل)
المبتدئون (بالإسبانية: Noobees) هو مسلسل تلفزيوني درامي كولومبي للرياضات الإلكترونية تم تصويره بالكامل في بوغوتا، كولومبيا، من إنتاج تيلي-فيديو وميديا-برو لصالح قناة نيكلوديون، من بطولة "ميشيل أولفيرا"، أندريس دي لا مورا و"ماريا خوسيه فارغاس". عُرض الموسم الأول من المسلسل لأول مرة من 17 سبتمبر 2018 إلى 7 ديسمبر 2018 على قناة نيكلوديون في جميع أنحاء العالم باستثناء الولايات المتحدة. فيما عرض العمل في كولومبيا على قناة تلفزيون آر سي إن في 6 أكتوبر.
في 24 يناير 2019، أعلنت قناة نيكلوديون أنه تم تجديد العمل لموسم ثان. بدأ التصوير في 12 يونيو 2019. تمت المعاينة الرقمية للموسم الثاني على تطبيق نيك بلاي في 28 فبراير 2020، قبل ثلاثة أيام من العرض الرسمي الأول.
تم عرض الموسم الثاني رسميًا في 2 مارس 2020. في 7 أبريل 2020، تم الإعلان عن تقسيم الموسم الثاني من المسلسل إلى قسمين. انتهى الشطر الأول من الجزء الثاني في 10 أبريل 2020، فيما عرض الشطر الثاني من الجزء الثاني لأول مرة في 22 يونيو 2020، وكلاهما يحتوي على 30 حلقة.
عرض المسلسل في مصر مدبلج بالعربية (للهجة العامية مصرية).

## قصة المسلسل
المبتدئون يدور حول مسار مجموعة من المراهقين الذين لديهم الفرصة لتحقيق حلمهم الأكبر: المشاركة في Esports Championship. لهذا قاموا بإنشاء "المبتدئون" ، فريق الرياضة الإلكترونية الذي سينافس على لقب دوري ألعاب الفيديو الاحترافية.

## لمحة عامة
| الموسم | الحلقات | الحلقات | الأصلي         | الأصلي        |
| الموسم | الحلقات | الحلقات | الأول          | الأخير        |
| ------ | ------- | ------- | -------------- | ------------- |
| 1      | 60      | 60      | 17 سبتمبر 2018 | 7 ديسمبر 2018 |
| 2      | 60      | 30      | 2 مارس 2020    | 10 أبريل 2020 |
| 2      | 60      | 30      | 22 يونيو 2020  | 31 يوليو 2020 |

## وصلات خارجية
- المبتدئون على موقع IMDb (الإنجليزية)
- المبتدئون على موقع كينوبويسك (الروسية)
- المبتدئون على موقع ألو سيني (الفرنسية)
- المبتدئون على موقع قاعدة بيانات الفيلم (الإنجليزية)
- الموقع الرسمي للمسلسل على قناة نيكلوديون